# Nagyszombati Egyetem (1992)
A Nagyszombati Egyetem (szlovákul: Trnavská univerzita v Trnave, latinul: Universitas Tyrnaviensis) nagyszombati központú nyilvános egyetem Szlovákiában. 1992. március 25-én alapították a régi Nagyszombati Egyetem nevén. Az U-Multirank egyetemeket értékelő listáján 2020-ban a harmadik helyet szerezte meg a szlovákiai egyetemek közül.

## Története
Az egyetem két karral – humántudományi és pedagógiai – indult. A Betegápolás és Társadalmi Munka Kar 1994-ben nyitott meg, 1998-ban Egészségügyi és Társadalmi Munka Karrá nevezték át. A Pozsonyban működő Hittudományi Kart 1997-ben hozták létre, a Jogtudományi Kart pedig egy évvel később. Az egyetem első rektora Anton Hajduk volt, jelenleg René Bílik tölti be ezt a pozíciót.

## Karok
- Bölcsészettudományi Kar (Filozofická fakulta)
- Jogtudományi Kar (Právnická fakulta)
- Hittudományi Kar (Teologická fakulta)
- Pedagógiai Kar (Pedagogická fakulta)
- Egészségügyi és Társadalmi Munka Kar (Fakulta zdravotníctva a sociálnej práce)

## Híres hallgatók
- Tomáš Drucker – politikus
- Durica Katarina – író, újságíró
- Marek Forgáč – kassai segédpüspök
- Štefan Holý – politikus, miniszterelnök-helyettes
- Andrea Kalavská – orvos, egyetemi tanár, egykori egészségügyi miniszter
- Milan Lach – görögkatolikus püspök
- Ján Riapoš – paralimpikon
- Zuzana Števulová – ügyvéd, aktivista
- Róbert Švec – politikus

## Híres oktatók
- Martin Klus – politológus, politikus
- Vladimír Krčméry – orvos, infektológus
- Richard Marsina – történész, levéltáros
- Bohuslav Novotný – régész
- Radoslav Procházka – ügyvéd, politikus
- Vincent Sedlák – történész, középkorkutató
- Michal Slivka – régész
- František Šebej – pszichológus
- Cyril Vasiľ – görögkatolikus érsek